# Edward R. Murrow
Pour les articles homonymes, voir Murrow.
Edward R. Murrow (né Egbert Roscoe Murrow et surnommé « Ed »), né le 25 avril 1908 dans le comté de Guilford (Caroline du Nord) et mort le 27 avril 1965 dans le comté de Dutchess (État de New York), était un journaliste américain, dont les émissions d'information radiophoniques pendant la Seconde Guerre mondiale ont été suivies par des millions d'auditeurs aux États-Unis et au Canada. Les historiens traditionnels le considèrent comme l'une des plus grandes figures du journalisme ; Murrow était connu pour l'honnêteté et l'intégrité dans son travail de journaliste. Pionnier de la diffusion du journal à la télévision, Murrow a produit une série de reportages TV qui ont aidé à la chute du sénateur Joseph McCarthy.
George Clooney a réalisé en 2005 un film au sujet de Murrow s'attaquant à McCarthy, dont le titre est la phrase avec laquelle le journaliste terminait ses émissions : Good Night and Good Luck (sorti en salle en France le 4 janvier 2006).
Il est en 1939 l’un des tout premiers récipiendaires, aux côtés de Leland Stowe et d’Hallett Abend, d’un prix remis par l’Overseas Press Club of America, pour ses reportages radiophoniques en zone de guerre réalisés pour Columbia Broadcasting System.  
En février 1964, Edward R. Murrow est élu membre de l’OPC à vie.
Il est fait chevalier commandeur honoraire de l'ordre de l'Empire britannique (KBE) le 5 mars 1965.